# Impuesto de matriculación
El impuesto de matriculación es un tributo cuyo hecho imponible lo constituye la primera matriculación definitiva de vehículos, nuevos o usados, provistos de motor para su propulsión.
Es distinto de los impuestos por la tenencia de vehículos, que son tributos que gravan la titularidad y no la matriculación de los vehículos de esa naturaleza, aptos para circular por las vías públicas cualquiera que sea su clase y categoría.
El impuesto de matriculación puede concurrir con otras tasas e impuestos en el momento de la matriculación, como puede ser el IVA.

## España
En España el impuesto se conoce como el impuesto especial sobre determinados medios de transporte. Asimismo, el impuesto de circulación se conoce como el Impuesto sobre Vehículos de Tracción Mecánica.
La matriculación de un vehículo en España solamente debe realizarse una vez por vehículo aunque cambie de propietario.
La cuantía se calcula en función de la Base Imponible (precio antes de aplicar impuestos), si el vehículo es nuevo, o del valor de mercado, si es usado. Asimismo, dependerá de las características del vehículo y de la comunidad autónoma donde se matricule. Desde 2008 el cobro del impuesto de matriculación es una competencia traspasada a las comunidades autónomas.
Las emisiones absolutas de dióxido de carbono están directamente vinculadas (Ley de Calidad del Aire) al impuesto de matriculación: 
- 0%: vehículos de emisiones menores o iguales a 120g/km de CO2
- 4,75%: vehículos de emisiones mayores de 120 y menores de 160 g/km de CO2
- 9,75%: vehículos de emisiones mayores o iguales de 160 y menores de 200 g/km CO2
- 14,75%: vehículos de emisiones mayores o iguales a 200 g/km de CO2